# Einar Dalsby
Einar Dalsby (døbt Ejner Petersen, 21. januar 1897 i Lille Lindet, Birket Sogn – 22. september 1946 i Charlottenlund) var en dansk skuespiller.
Dalsby debuterede i 1919 på Folketeatret. I 1921 tog han på turné i provinsen og blev senere tilknyttet Aalborg Teater. Tilbage i København i 1941 fik hans jobs ved Nygade-Teatret og Riddersalen.
Han døde ved sporvognsstoppestedet ved Femvejen i Charlottenlund.

## Filmografi
- Den ny husassistent (1933)
- Bolettes Brudefærd (1938)
- Jens Langkniv (1940)
- Elly Petersen (1944)
- De tre skolekammerater (1944)
- Billet mrk. (1946)